# Elsa for Toys
Elsa for Toys (* 1968 in Dortmund als Elsa Wormeck) ist eine deutsche Designerin und Clubkünstlerin. Mit medialen Installationen, Performances und Ausstellungsprojekten wirkte sie an der aufstrebenden elektronischen Musikkultur der 1990er Jahre in Berlin und im europäischen Raum mit.

## Leben
Elsa Wormeck wuchs in der Nähe des Teufelsmoors in Norddeutschland auf. Nach dem Abschluss des Gymnasiums zog sie 1987 nach Amsterdam, um an der Gerrit Rietveld Academie Visuelle Kommunikation zu studieren. Dort erlebte sie im Roxy Club und im Mazzo die ersten Acid House Partys. 1988 brach sie das Studium ab und zog nach Berlin.
In dem Club Turbine Rosenheim in Berlin-Schöneberg startete Elsa Wormeck Acid Jazz Abende, für die sie ihre ersten Installationen mit Malerei und Licht schuf. Regelmäßiger Gast dort war der Berliner Veranstalter Ralf Regitz, der sie einlud, für die Clubabende von DJ WestBam im Ufo Club am Kleistpark eine Installation aus mit Leuchtfarbe bemalten Bannern zu kreieren. Diese wurden eines Nachts bei zugenebeltem Zustand entwendet und sind seither verschollen.
Als Protegé von WestBams Manager und Low-Spirit-Labelbetreiber William Röttger kam sie im Sommer 1990 zur Zirkusdiskothek Die Macht der Nacht, wo sie im Auftrag von Rainer Wengenroth Installationen für ein Zirkuszelt schuf. Dort lernte sie die Videokünstler Kay A. Itting und Hans Otto Richter kennen (später als VJ.Duo Stressjets aktiv), mit denen sie 1991 in Berlin das multidisziplinäre Design-Studio mediamorph gründete.
Zwischen 1989 und 1996 kreierte Elsa for Toys Installationen für Clubs und Raves in und außerhalb von Berlin.
Von 1994 bis 1996 veranstaltete und kuratierte Elsa Wormeck gemeinsam mit Ralf Regitz die erste große Techno-Art-Ausstellung Chromapark im E-Werk Berlin und war Vorstand des Vereins Chromapark e. V. Sie ist Mitherausgeberin von Localizer 1.0 – the techno house book, im Die Gestalten Verlag, das die Arbeiten visueller Techno-Künstlerinnen und Künstler präsentierte, die an der frühen Technozeit beteiligt waren.

## Künstlerisches Werk (Auszug)
Installationen
- Latin Bash, Rauminstallation, Turbine Rosenheim, Berlin, 1989
- Axis, Rauminstallation, Wag Club, London, 1989
- Planets, Rauminstallation, Die Macht der Nacht, Düsseldorf, 1989
- Acid, Rauminstallationen, bemalte Polsterungen und Lichtobjekte, Ufo Dance Club Berlin, 1990
- A new Cult, Interieur mit Wandmalerei, Objekten und Stoffen, 90° Berlin, 1990
- Plastic and Plasm, Ausstellung und Installation, Dead Chickens Warehouse, Berlin, 1991
- Slam Signal City, mobile Rauminstallation, Clubtour durch deutsche Städte, 1991[6]
- My house is your house, Installationen mit Licht und Malerei, Love Parade, Berlin, 1991
- Planet, Raum- und Lichtinstallationen, Planet Club, Berlin, 1991[7]
- A Room with a View, Rauminstallation mit einer Deckenbespannung, Space Agency, Berlin, 1991
- Mayday, Rauminstallation, Halle Weissensee, Berlin, 1991
- Am Anfang war der Strich, Rauminstallation, Comic-Ausstellung ‘Am Anfang war der Strich’, Reeperbahn, Hamburg, 1992
- Love Parade, Installation mit Licht und Malerei, Bespannung der Decke mit 600 m² bemaltem Textil, Panzerhallen Adlershof, Berlin, 1992[8]
- Stellar Supreme, Bühneninstallation für die Tournee von Cosmic Baby und dem Pyro Space Ballet, 1992
- Kreise, Lichtaktive Rauminstallation mit Reflexfarben- und Folien, Erzeugung eines bewegten Bildes im Raum, e-werk, Berlin 1993
- BERLIN ACHTUNG! Rauminstallation, European City of Culture, Helsinki, 1993
- Art Recycling  (Chromapark 1994), Kollektion von 100 Regenjacken in Kooperation mit dem Sportswear Label SABOTAGE, Performance choreographiert von Anette Schaden, e-werk Berlin, 1994[9]
- Popmix Vol.2, Rauminstallation in Kooperation mit der Künstlergruppe Stressjets, Shift e. V. Galerie, Berlin, 1996
- Fly Zone Malta, Inszenierung des Stadttors von Valetta im Rahmen der EU-Beitrittsfeierlichkeiten, Ausrichtung des Geländes nach dem Feng Shui, Malta, 2004
- Hi Brazil, Rauminstallation mit projizierten Collagen (mixed media), Designmai, Hallen am Gleisdreieck, Berlin, 2006.

Performances
- Trans Paris Reves, life-painting, Paris, 1991
- Untamed Fashion Assembly, Bodypainting Show in Kooperation mit der lettischen Designerin Baiba Ripa, Jurmala, Lettland, 1992
- Bom, life-painting im Rahmen des gleichnamigen Events von LA FURA DELS BAUS, Tempodrom, Berlin, 1994
- Cybercultura (Art Futura 94), Museo Nacional Centro de Arte Reina Sofía, Madrid[10]
- Textmachine, zufallsgesteuerte digitale Poesiemaschine, Zusammenarbeit mit dem schwedischen Videokünstler Måns Nyman, 1999
- 10100 ROCK, midi-getriggerte Performance mit einer temporären, audiovisuellen Band unter Mitwirkung von 12 Videokünstlern, DJ’s und Musikern im WMF, Berlin, 2001

Setdesign und Videoclips
- Rock the house, Set für den Videoclip von Dj Westbam, 1991
- A Practising Maniac at Work, motion graphics mit Acid-Schnecken für den 3d-Videoclip von DJ Westbam, 1992
- Art Safari, Künstlerische Mitarbeit am Introtrailer für die Kunstdokumentations-Serie ‘ART SAFARI’ / BBC (Regisseur Ben Lewis), 2003
- Sinesthesia, Raumdesign für die Gruppenausstellung in Kollaboration mit José Manuel Costa, La Casa Encendida, Madrid, 2007[11]

## Mitwirkung an dokumentarischen Ausstellungen
- Die Nacht. Alles außer Schlaf, Museum für Kommunikation, Berlin 2019/20
- Techno, Berlin und die große Freiheit, Tresor Berlin, 2022
- Techno Worlds, weltweites Ausstellungsprojekt, Goethe-Institut, Berlin, 2021–26

## Mitwirkung an dokumentarischen Filmen und Publikationen
- Localizer 1.0 – the techno house book, Die Gestalten Verlag & Chromapark e. V., ISBN 978-3-931126-00-1
- Elsa for Toys, Interview mit Jose Manuel Costa in: Los 90: Cambio de Marcha En El Arte Español,[12]
- We call it Techno, Dokumentarfilm von Maren Sextro und Holger Wick, 2008
- Der Klang der Familie – Berlin, Techno und die Wende, Buch von Felix Denk/Sven von Thülen, Suhrkamp Nova, ISBN 978-3-518-46548-6
- Party auf dem Todesstreifen – Soundtrack der Wende, Fernsehfilm von Rolf Lambert, Felix Denk und Sven Thülen, 2014